# ノイズコア
ノイズコア (Noisecore) は音楽のジャンルの一つである。80年代初頭の初期UKハードコア・パンク・シーンの中でも特にディスオーダーのようなノイジーなスタイルが日本でノイズ・コア (NOISE CORE) と呼ばれた。シャーシャーとした蝉の鳴くようなギターサウンドが特徴と言われる。
日本でノイズ・コア (Noise-Core) と呼ばれていた、過度にディストーションがかかったギターを特徴とするノイジーなハードコア・パンク・サウンドは、カオスUKとディスオーダーが代表的なバンドとされ、これらのバンドはノイズコアの先駆者とも立役者とも言われている（両バンドとも80年代後半にはハードコア・パンクというよりもパンク・ロックのスタイルに音楽性が変化している）。日本のハードコア・パンク・バンドのコンフューズ (CONFUSE) は米国のノイズコア・シーンでも支持されている。

## バンド一覧
- ABORTICIDIO (メキシコ)
- ATROCIOUS MADNESS
- CHAOS CHANNEL
- CHAOS DESTROY (アメリカ)
- CONTROL
- Chaos UK（ブリストル）
- CONFUSE（福岡）
- Disorder（英語版）（ブリストル）
- DUST NOISE
- DEAD NOISE
- EEL
- EXIT HIPPIES
- GAI (福岡)
- GESS (福岡)
- LEBENDEN TOTEN
- LICKER
- MERCILESS GAME
- NEKROMANTIKER
- NEVESKADE
- PEOPLE
- PRETTY
- SCREAMING NOISE
- SIEG HEIL (福岡)
- STAGNATION
- STATE CHILDREN
- SWANKYS（福岡）
- VAGINORS (オーストラリア)
- THE WANKYS (イギリス)
- Z
- ZYANOSE

## 脚註
1. ↑  「DOLL MAGAZINE」2006年5月号、83頁。
2. ↑  『PUNK ROCK STANDARDS - The Greatest Discs for 30 Years』 TOKYO FM出版、2006年、104頁。
3. 1 2  行川和彦 『パンク・ロック／ハードコア史』 リットーミュージック、2007年、170頁。
4. ↑  行川和彦監修 『パンク・ロック／ハードコア・ディスク・ガイド1975-2003』 リットーミュージック、2004年、50頁。